# Panchaia
Panchaia es un género de crustáceo isópodo terrestre de la familia Trachelipodidae.

## Especies
- Panchaia fusca Taiti & Ferrara, 2004
- Panchaia marmorata Taiti & Ferrara, 2004
- Panchaia striata Taiti & Ferrara, 2004